# Vanadis minuta
Vanadis minuta är en ringmaskart som beskrevs av Treadwell 1906. Vanadis minuta ingår i släktet Vanadis och familjen Alciopidae. Inga underarter finns listade i Catalogue of Life.